# Druha Liha 2022-2023
La Druha Liha 2022-2023 è stata la 32ª edizione della terza serie del campionato ucraino di calcio. La stagione è iniziata il 3 settembre 2022 e si è conclusa il 28 maggio 2023.

## Novità
La scorsa stagione si è conclusa anzitempo a causa dell'invasione russa dell'Ucraina. Questo a portato al ritiro, seppur temporaneo, di numerosi club calcistici ucraini. Rispetto alle trentuno formazioni della stagione 2021-2022, hanno preso parte a questa edizione del torneo solo dieci squadre.
Le seguenti formazioni, che hanno partecipato alla Druha Liha 2021-2022, sono state ammesse alla Perša Liha 2022-2023: Karpaty L'viv, LNZ Čerkasy, Dinaz Vyšhorod, Epicentr, Bukovyna Černivci, Černihiv, Metalurh Zaporižžja, Skoruk Tomakivka, SC Poltava, Jarud Mariupol'.
Le seguenti squadre, invece, hanno rinunciato alla partecipazione al campionato: Livyj Bereh, Munkacs Mukačevo, Karpaty Halyč, Dnipro Čerkasy, AFSC Kiev, Ljubomyr Stavyšče, Peremoha Dnipro, Balkany Zorja, Tavrija, Trostjanec', Mykolaïv, Vovčans'k, Viktorija Mykolaïvka, Nikopol', Enerhija Nova Kachovka, Krystal Cherson, Sumy.
Le seguenti squadre, provenienti dalle divisioni dilettantistiche regionali, sono state ammesse a queste edizioni del torneo: Nyva Buzova, Zvjahel', Vast Mykolaïv, Chust, Metalurh-2 Zaporižžja e Kremin'-2 Kremenčuk.

## Formato
Le dieci squadre si affrontano due volte, per un totale di diciotto giornate. La prima classificata, viene promossa in Perša Liha 2023-2024; la seconda classifica, invece, disputa uno spareggio promozione-retrocessione contro la penultima classificata della poule retrocessione della Perša Liha 2022-2023, per contendersi un posto nella seconda serie. Non sono previste retrocessioni.

## Classifica finale
|  | Pos. | Squadra                    | Pt | G  | V  | N | P  | GF | GS | DR  |
|  | ---- | -------------------------- | -- | -- | -- | - | -- | -- | -- | --- |
|  | 1.   | Nyva Buzova                | 42 | 18 | 13 | 3 | 2  | 36 | 8  | +28 |
|  | 2.   | Chust                      | 35 | 18 | 10 | 5 | 3  | 32 | 15 | +17 |
|  | 3.   | Čajka Petropav. Borščahiv. | 35 | 18 | 10 | 5 | 3  | 33 | 20 | +13 |
|  | 4.   | Nyva Vinnycja              | 35 | 18 | 10 | 5 | 3  | 29 | 16 | +13 |
|  | 5.   | Zvjahel'                   | 32 | 18 | 9  | 5 | 4  | 30 | 17 | +13 |
|  | 6.   | Real Farma Odessa          | 30 | 18 | 9  | 3 | 6  | 27 | 23 | +4  |
|  | 7.   | Vast Mykolaïv              | 17 | 18 | 5  | 2 | 11 | 21 | 28 | -7  |
|  | 8.   | Metalurh-2 Zaporižžja      | 15 | 18 | 4  | 3 | 11 | 23 | 37 | -14 |
|  | 9.   | Kremin'-2 Kremenčuk        | 8  | 18 | 2  | 2 | 14 | 7  | 44 | -37 |
|  | 10.  | Rubicon Kiev               | 4  | 18 | 1  | 1 | 16 | 6  | 42 | -36 |

Legenda:
      Promosso in Perša liha 2023-2024.
  Partecipa allo spareggio promozione-retrocessione.
      Esclusa a campionato in corso.
Note:
Tre punti a vittoria, uno a pareggio, zero a sconfitta.
In caso di arrivo di due o più squadre a pari punti, la graduatoria verrà stilata secondo la classifica avulsa tra le squadre interessate.

## Risultati
|                            | Čaj  | Chu  | Kre  | Met  | NyB  | NyV  | Rea  | Rub  | Vas  | Zvj  |
| -------------------------- | ---- | ---- | ---- | ---- | ---- | ---- | ---- | ---- | ---- | ---- |
| Čajka Petropav. Borščahiv. | –––– | 1-2  | 5-0  | 1-0  | 0-4  | 3-0  | 3-3  | 3-0  | 2-0  | 2-0  |
| Chust                      | 0-0  | –––– | 4-0  | 4-0  | 0-1  | 1-1  | 4-0  | 3-0  | 5-1  | 2-2  |
| Kremin'-2 Kremenčuk        | 1-1  | 0-1  | –––– | 0-4  | 1-1  | 1-2  | 0-4  | 3-0  | 0-2  | 1-3  |
| Metalurh-2 Zaporižžja      | 1-2  | 1-2  | 2-0  | –––– | 2-1  | 0-4  | 1-1  | 2-2  | 2-2  | 1-5  |
| Nyva Buzova                | 3-0  | 0-1  | 3-0  | 4-1  | –––– | 2-0  | 2-0  | 5-0  | 3-2  | 1-1  |
| Nyva Vinnycja              | 3-3  | 1-1  | 1-0  | 2-0  | 0-0  | –––– | 0-0  | 4-0  | 2-0  | 3-2  |
| Real Farma Odessa          | 0-3  | 2-1  | 2-0  | 2-1  | 0-4  | 2-3  | –––– | +:-  | 2-0  | 1-0  |
| Rubicon Kiev               | -:+  | 3-1  | 0-3  | 0-3  | -:+  | -:+  | 0-7  | –––– | -:+  | 0-3  |
| Vast Mykolaïv              | 1-2  | 1-2  | 5-0  | 2-0  | 0-1  | 0-3  | 0-1  | 5-1  | –––– | 0-0  |
| Zvjahel'                   | 2-2  | 1-1  | 4-0  | 3-2  | 0-1  | 1-0  | 1-0  | +:-  | 2-0  | –––– |

## Spareggio promozione-retrocessione
|               | Risultati |               | Luogo e data             |
| ------------- | --------- | ------------- | ------------------------ |
| Chust         | 1 - 1     | FSC Mariupol' | Chust, 3 giugno 2023     |
| FSC Mariupol' | 0 - 1     | Chust         | Boryspil', 9 giugno 2023 |
|               |           |               |                          |